# Fabrice Picot
Pour les articles homonymes, voir Picot.
Fabrice Picot est un footballeur français, né le 24 mai 1960 à Cherbourg dans la Manche.

## Biographie
Il joue successivement au FC Nantes, à l'AS Nancy-Lorraine, au Havre AC, au Stade Quimpérois et à l'US Valenciennes Anzin.
Il devient ensuite entraîneur à Saint-Denis Saint-Leu.
Aujourd'hui Fabrice Picot est agent de joueurs.

## Palmarès
- 186 matchs et 32 buts marqué en Division 1[2].
- Champion de France en 1980 et 1983 avec le FC Nantes.
- Vice-champion de France en 1979 et 1981 avec le FC Nantes.
- Finaliste de la Coupe de France en 1983 avec le FC Nantes.
- Médaille d'argent des Jeux méditerranéens en 1979 avec l'équipe de France amateurs[3].